# Bernd Krimmel

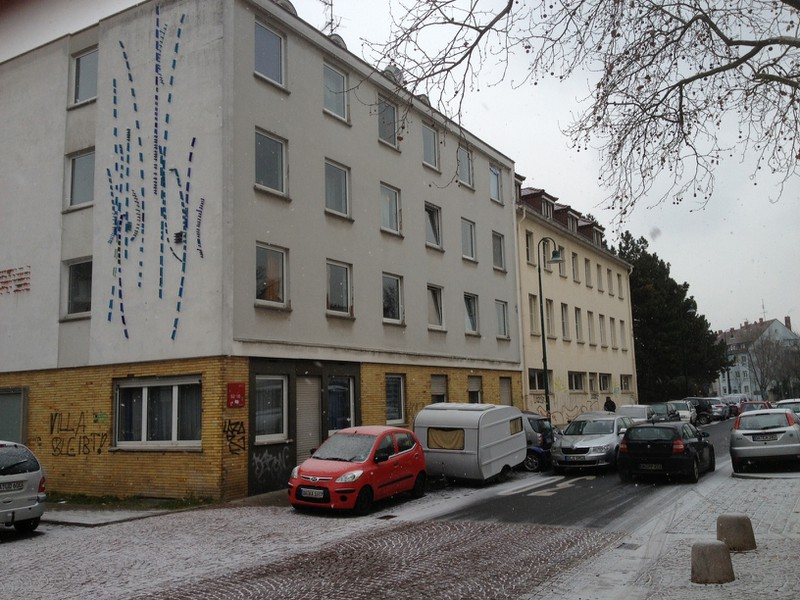
Bernd Krimmel, Fassadenmosaik 1957, Schloßgartenstraße 1, Darmstadt

Bernd Krimmel (* 15. Juni 1926 in Darmstadt; † 20. Dezember 2020) war ein deutscher Maler, Zeichner und Kulturpolitiker.

## Leben
Bernd Krimmel wurde im Juni 1926 in Darmstadt als drittes Kind des Reichsbahnbeamten Bernhard Krimmel und dessen Ehefrau Hanna geb. Kraus geboren. Die ersten zehn Jahre seines Lebens hat Krimmel in der damaligen Blumenthal-Straße/Ecke Pallaswiesenstraße im Johannesviertel verbracht. Mit neun Jahren erhielt Krimmel Modellierunterricht bei Luise Federn-Staudinger. Das Abitur machte er an Ostern 1944 an der Liebig-Oberrealschule in seiner Heimatstadt. Anschließend begann er im Sommersemester 1944 ein Architekturstudium an der TH Darmstadt bis zu deren Schließung im März 1945. An der TH hörte er Veranstaltungen zur Kunstgeschichte und arbeitete bei dem Bildhauer Hermann Geibel.
Danach arbeitete er als selbstständiger Maler und Graphiker. Als 19-Jähriger hat er sich im American red cross Club in Darmstadt autodidaktisch als Schnellzeichner betätigt. Auf Zuruf von GIs porträtierte er u. a. Präsidenten, Generäle und Filmstars.
Krimmel etablierte sich als Autodidakt und bestritt bereits 1946 eine erste Ausstellung, die im Städtischen Museum in Mainz stattfand. Zahlreiche weitere Einzel- und Gemeinschaftsausstellungen folgten. Von 1951 bis 1960 nahm er regelmäßig an der Großen Deutschen Kunstausstellung im Haus der Kunst in München teil.
Seinen Lebensunterhalt verdiente er u. a. mit avantgardistischer Kunst am Bau, darunter eine von ihm 1957 gestaltete Hausfassade an einem Studentenwohnheim Schlossgartenstrasse 1 in Darmstadt. In den 1950er und frühen 1960er Jahren hat Krimmel viel für Schulen, Kindergärten und Kinderkliniken gearbeitet und auch Schulbücher illustriert.
Mit Unterstützung von Heinz Winfried Sabais, der 1954 das Amt des Kulturreferenten der Stadt Darmstadt übernommen hatte, entwickelte Krimmel zahlreiche Initiativen, die das künstlerische Leben in Darmstadt und der Region nachhaltig prägten. Von März 1955 bis 1960 war er Geschäftsführender Vorsitzender der 1945 gegründeten Neuen Darmstädter Sezession. Eine erste Ausstellung „Kunst am Bau“ fand im Oktober 1955 auf der Mathildenhöhe in Darmstadt statt.
1965 wurde Krimmel zum Städtischen Kulturreferenten in Darmstadt berufen. 1968 bis 1971 war er zudem Gastdozent an der Staatlichen Hochschule für Gestaltung in Mainz. 1972 wurde er Leiter des Stadtmuseums Darmstadt. Dies konnte er zu einem eigenständigen Institut Mathildenhöhe weiterentwickeln. Eine Strukturanalyse des städtischen Kulturhaushalts führte zu einer Reform der städtischen Kulturpolitik. 1975 wurde er Direktor des neu gegründeten Instituts Mathildenhöhe und der Städtischen Kunstsammlungen. In dieser Funktion hat er zahlreiche Ausstellungen zu unterschiedlichen Bereichen der nationalen und internationalen Kunst geplant und gestaltet. Das Amt des Direktors des Instituts Mathildenhöhe hatte er bis 1989 inne. Infolge der fortwährenden Auseinandersetzungen mit seit 1981 amtierenden Oberbürgermeister Günther Metzger ließ sich Krimmel zum 15. Juni 1989 vorzeitig aus dem Öffentlichen Dienst in den Ruhestand versetzen.
Nach seinem Ausscheiden hat er seine eigene künstlerischen Aktivitäten intensiviert und auch an Ausstellungen teilgenommen.
Bernd Krimmel hat sich 2010 für die Bürgerinitiative »SOS Mathildenhöhe« engagiert. In Fachforen der Vereinigung sprach sich Krimmel gegen den geplanten Bau des Museums Sander auf dem Gelände des früheren Hauses Christiansen am Osthang der Mathildenhöhe aus.
Bernd Krimmel war in erster Ehe ab 1956 mit Suzanne Krimmel verheiratet. Aus der Ehe sind zwei Töchter und ein Sohn hervorgegangen. In zweiter Ehe ist er seit 1970 mit der Kunsthistorikerin Elisabeth Krimmel geb. Decker verheiratet. Aus der zweiten Ehe ging eine Tochter hervor.

## Werke Kunst am Bau (Auswahl)
- 1953: Drahtreliefs, Volksschule Jügesheim
- 1953: Sgraffito, Volksschule Zwingenberg
- 1953/54: Kaseinmalerei, Matthias-Grünewald Schule, Seligenstadt
- 1954: Statistische Variationen, Wandmosaik im Foyer des Statistischen Bundesamtes, Wiesbaden
- 1954: Resopalbilder, Knabenschule Klein-Krotzenburg
- 1954: Resopalwandbilder, Finanzamt Offenbach
- 1954: Resopalfries, Schuldorf Bergstraße, Jugenheim
- 1956/57: Urgrund aller Dinge, Resopalwandbild, Institut für Technische Physik der TU Darmstadt
- 1957: Helio I und Helio II, Glasinstallation an der Südfassade eines Studentenwohnheims, Darmstadt (2015 transloziert ins Hörsaal- und Medienzentrum, Campus Lichtwiese der TU Darmstadt)
- 1957: Mosaik, Atrium des ehemaligen AOK-Gebäudes, Gross-Gerau (heute: Stadtmuseum)
- 1957: Fassadenmosaik, Heidelbergerstraße, Darmstadt
- 1958: Tierzirkus von A–Z, Neubau der Klinik für Kinder- und Jugendpsychiatrie, Uniklinikum Marburg (verschollen)
- 1959: Wandmosaik Apotheke, Duttweiler
- 1959: Fußbodengestaltung im Eingang, Finanzministerium, Wiesbaden
- 1959/60: Glasmosaik, Ricarda-Huch-Schule, Gießen
- 1960: Mosaik im Treppenhaus, Human-, Hygienisches- und Pharmakologisches Institut, Uniklinikum Gießen
- 1959–61: Betonglasfenster, Glasmosaik, Geschwister-Scholl Schule, Großkrotzenburg
- 1960–63: Mosaikfries Frequenzen, Fernmeldetechnisches Zentralamt Darmstadt
- 1960–64: Außenfassade Operationstrakt, Uniklinikum Gießen
- 1961: Vogelschwarm, Stahlplastik, Rat- und Bürgerhaus Kriftel/Taunus
- 1961/62: Fußbodenmosaik Schalterhalle Hauptzollamt Darmstadt
- 1961/62: Interaktive Weltkarte, Eingangshalle, Gutenbergmuseum Mainz
- 1962/62: Flamme, Kupferskulptur, Eingangsbereich Feuerwache Offenbach
- 1962/63: Betonglasfenster, Grundschule Wallerstädten
- 1962–64: Beton Eingangswände, Elisabeth-Selbert-Berufsschule Lampertheim
- 1962–65: Resopaltrennwände, Bibliothek Goethe-Institut Paris (seit 2007 verschollen)
- 1963: Bronzerelief, Grabstätte Emmerich Engstler, Frankfurt am Main
- 1964: Resopal Märchenmotive an 14 Klassentüren, Geschwister-Scholl Schule Großkrotzenburg
- 1965/66: Bronzerelief Kim Malthe-Bruun, Foyer Lichtenbergschule Darmstadt
- 1972/73: Resopalwandbild Clubraum Landes-Girozentrale RP Mainz
- 1973/74: Resopalwand, Eingangshalle Verwaltungsgebäude der BG Druck und Papierverarbeitung Wiesbaden
- 1980/81: Bildfriese für drei Lehrsäle Arbeitsamt Oberursel

## Ehrungen und Auszeichnungen
- 1956: Stipendium des Kulturkreises der Deutschen Industrie
- 1956: ars viva[1]
- 1964: Bundesfilmprämie für die Regie des Farbfilms „Zeugnisse der Angst in der Modernen Kunst“
- 1980: Bundesverdienstkreuz 1. Klasse
- 1986: „Officier de L´Ordre des Arts et des Lettres der Republik Frankreich“
- 1989: „Ufficiale nell´Ordine al Merito della Repubblica Italiana“
- 2002: Goethe-Plakette des Landes Hessen

## Veröffentlichungen
Von Bernd Krimmel liegen zahlreiche Veröffentlichungen zu verschiedenen Themen der Kunst vor.